# 16168 Palmen
16168 Palmen este un asteroid din centura principală de asteroizi.

## Descriere
16168 Palmen este un asteroid din centura principală de asteroizi. A fost descoperit pe 5 ianuarie 2000 la Socorro, New Mexico, în cadrul proiectului LINEAR. Asteroidul prezintă o orbită caracterizată de o semiaxă mare de 2,39 ua, o excentricitate de 0,16 și o înclinație de 0,8° în raport cu ecliptica.